# Ida Darling
Pour les articles homonymes, voir Darling.
Ida Darling (née à New York le 23 février 1880, et morte à Hollywood le 5 juin 1936) est une actrice américaine du cinéma muet.

## Filmographie partielle
- 1918 : Mrs. Dane's Defense de Hugh Ford : Mrs. Bulsom-porter
- 1918 : The Make-Believe Wife de John S. Robertson
- 1919 : The Man Who Stayed at Home de Herbert Blaché : Mrs. Sanderson
- 1919 : When a Man Loves de Chester Bennett
- 1920 : Elle aime et ment (She Loves and Lies) de Chester Withey : Carrie Chisholm
- 1920 : The Dangerous Paradise de William P. S. Earle
- 1921 : Wedding Bells de Chester Withey : Mrs. Hunter
- 1921 : Le Douzième Juré (Nobody) de Roland West : Mrs. Van Cleek
- 1922 : Distraction de millionnaire (The Ruling Passion) de F. Harmon Weight : Mrs. Alden
- 1925 : Cœur de sirène (The Heart of a Siren) de Phil Rosen : Mrs. Rexford, Duchesse de Chatham
- 1925 : Le Vainqueur du ciel (The Sky Raider) de T. Hayes Hunter : T. Hayes Hunter
- 1926 : Stranded in Paris d'Arthur Rosson : Mrs. Halstead
- 1926 : Irene d'Alfred E. Green
- 1928 : A Woman Against the World
- 1930 : Lummox d'Herbert Brenon